# Hans van Hooft sr.
Hans van Hooft sr. (Kerkdriel, 25 november 1941) is een Nederlands politicus. Na jarenlang voor de Socialistische Partij (SP) in de gemeenteraad van Nijmegen te hebben gezeten, was hij van 2002 tot 2010 wethouder in deze stad.

## Biografie
Van Hooft volgde de hbs in Nijmegen en studeerde geneeskunde aan de Katholieke Universiteit Nijmegen. Tijdens zijn studie was hij enige tijd lid van de PSP. In 1969 beëindigde hij zijn studie en ging hij fabrieksarbeid verrichten. In 1971 haalde hij een lasdiploma.
In 1970 werd Van Hooft lid van de KEN. Bij de scheuring van deze partij in 1971 was hij een van de oprichters van de Kommunistiese Partij Nederland/Marxisties Leninisties (KPN/ML), de partij die zich een jaar later SP ging noemen. Van 1976 tot 2002 was Van Hooft lid van de gemeenteraad van Nijmegen. Van de oprichting tot 1987 was Van Hooft voorzitter van de SP. Bij de Tweede Kamerverkiezingen van 1981, 1982 en 1986 was hij tevens lijsttrekker van de partij. Als partijvoorzitter en als lijsttrekker werd Van Hooft opgevolgd door Jan Marijnissen. Hij was van 1994 tot 2002 fractiemedewerker van de SP in de Tweede Kamer. Van 2002 tot 2010 was hij wethouder in Nijmegen met als portefeuille Wijken, Openbare Ruimte, Spelen en Maatschappelijke opvang.

## Persoonlijk
Hans van Hooft sr. is de vader van Hans van Hooft jr., die namens de SP fractievoorzitter was in de gemeenteraad van Nijmegen tussen 2002 en 2024.